# Alioune Badará
Alioune Badará Samb (Dakar, 1º ottobre 1989) è un calciatore senegalese, attaccante del Vilar de Perdizes.